# Limnochóri (ort i Grekland, Västra Makedonien)
Limnochóri (Limnochori) är en ort i Grekland.   Den ligger i prefekturen Nomós Florínis och regionen Västra Makedonien, i den norra delen av landet, 300 km nordväst om huvudstaden Aten. Limnochóri ligger 606 meter över havet och antalet invånare är 257. Den ligger vid sjön Límni Zazarí.
Terrängen runt Limnochóri är varierad. Runt Limnochóri är det ganska tätbefolkat, med 160 invånare per kvadratkilometer. Närmaste större samhälle är Ptolemaida, 15,8 km sydost om Limnochóri. Trakten runt Limnochóri består till största delen av jordbruksmark.